# Glauk Konjufca

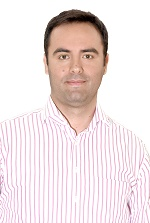
Glauk Konjufca (2017)

Glauk Konjufca (* 25. Juli 1981 in Pristina, Kosovo) ist ein kosovarischer Politiker der Lëvizja Vetëvendosje!. Er ist seit dem 22. März 2021 Präsident des Parlaments der Republik Kosovo. Damit bekleidete er bis zur Wahl von Vjosa Osmani vorläufig das Amt des Präsidenten der Republik Kosovo.

## Politische Aktivitäten
Seit der Gründung der Lëvizja Vetëvendosje im Jahr 2005 ist Konjufca in der Bewegung aktiv. Zu Beginn war er Redakteur der wöchentlichen Zeitschrift der Bewegung. Im Jahre 2010 wurde Konjufca erstmals Abgeordneter des Parlamentes der Republik Kosovo. Dort war er zwischen 2011 und 2014 sowie zwischen 2015 und 2017 stellvertretender Parlamentspräsident. Außerdem war Konjufca Fraktionsvorsitzender der Lëvizja Vetëvendosje zwischen 2014 und 2019, bevor er am 26. Dezember 2019 mit 75 von 120 Stimmen zum Parlamentspräsidenten der Republik Kosovo gewählt wurde. Er trat am 3. Februar 2020 zurück, um Vjosa Osmani das Amt zu überlassen. Daraufhin wurde er zum Außenminister der Republik Kosovo unter Premierminister Albin Kurti ernannt. Schließlich endete sein Mandat, nachdem die Regierung am 3. Juni 2020 abgelöst wurde.
Bei der Parlamentswahl vom 14. Februar 2021 wurde Konjufca mit den zweitmeisten Stimmen zum Abgeordneten gewählt. Am 22. März 2021 wurde er mit 69 Stimmen zum Parlamentspräsidenten der Republik Kosovo gewählt. Außerdem bekleidete er ad interim die Position des Präsidenten der Republik Kosovo.